# Кальпе, Антонио
Анто́нио Кальпе́ Эрна́ндес (исп. Antonio Calpe Hernández; 4 апреля 1940, Валенсия — 7 апреля 2021) — испанский футболист и футбольный тренер, играл на позиции защитника. В составе мадридского «Реала» трёхкратный чемпион Испании.

## Биография

### Игровая карьера
Кальпе начинал карьеру в «Алькояно», в котором играл на протяжении трёх сезонов. В 1962 году перешёл в «Леванте», который пробился в Примеру. В составе валенсийского клуба Кальпе играл в течение трёх сезонов, став уверенным игроком основного состава.
Летом 1965 года Кальпе перешёл в мадридский «Реал», который в то время был гегемоном в Испании. В составе «королевского клуба» он играл на протяжении шести сезонов, выиграл четыре чемпионских титула, а также Кубок Испании в 1970 году. Всего в составе мадридского «Реала» Кальпе сыграл 95 матчей и забил 1 гол.
В 1971 году Кальпе покинул «Реал» и вернулся в «Леванте», за который играл на протяжении четырёх сезонов и завершил карьеру в возрасте 35 лет.

### Тренерская карьера
В 1981 году в течение четырёх игр работал главным тренером «Леванте».

### Смерть
Скончался 7 апреля 2021 года в возрасте 81 года.

## Достижения
«Реал Мадрид»
- Чемпионат Испании (3) : 1966/67, 1967/68, 1968/69
- Обладатель Кубка Испании (1) : 1969/70
- Обладатель Кубка европейских чемпионов (1) : 1966